# Odporność roślin na wysoką temperaturę

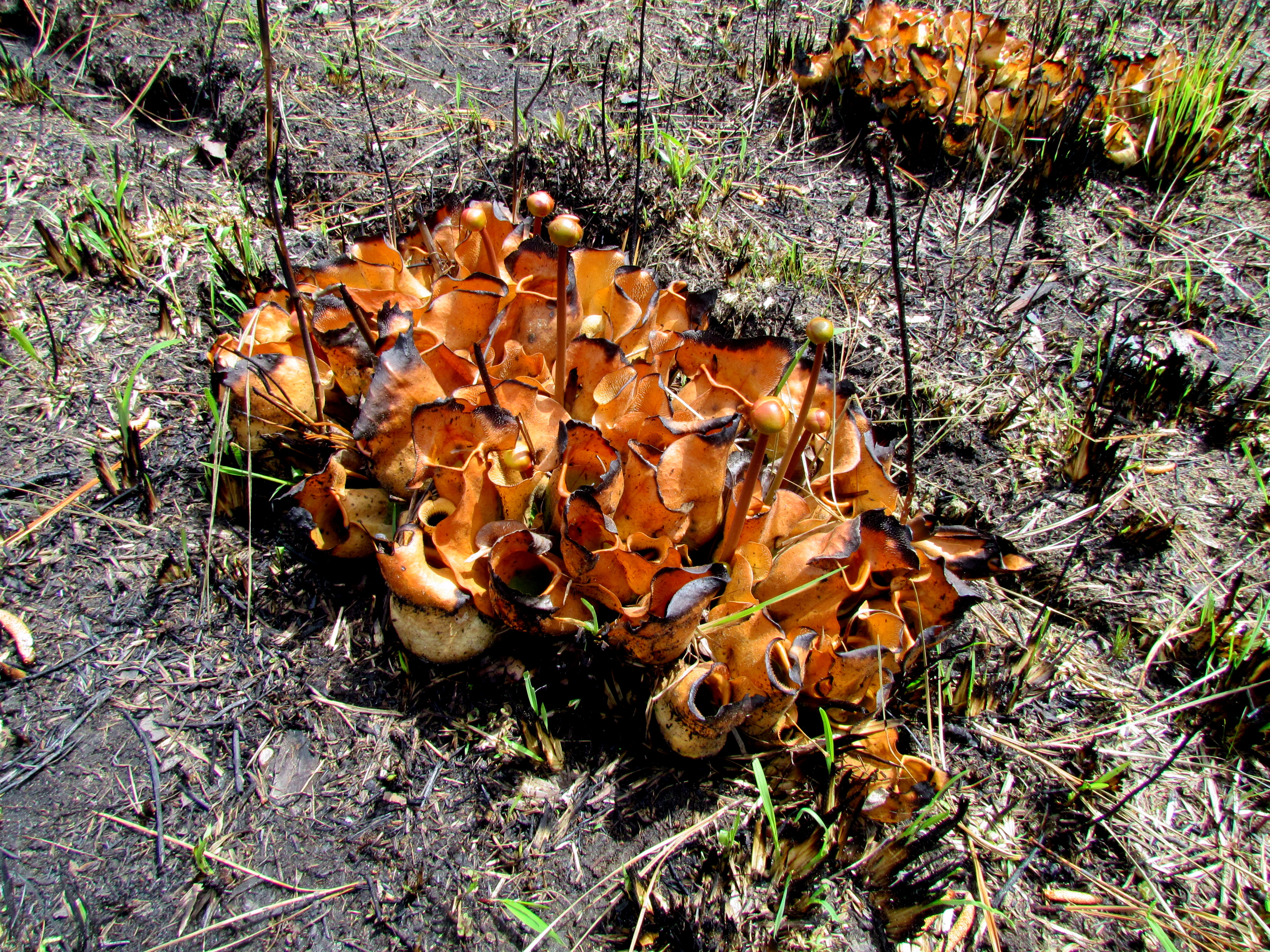
Kapturnica poparzona w wyniku pożaru

Odporność roślin na wysoką temperaturę – zdolność roślin do przetrwania w warunkach podwyższenia temperatury w stosunku do typowych typowych temperatur siedliska.
Temperatury, które powodują śmierć roślin po kilkugodzinnej ekspozycji wynoszą:
- dla glonów arktycznych – 15-20 °C,
- dla roślin siedlisk zacienionych – 35-45 °C,
- dla roślin strefy umiarkowanej – 45-55 °C,
- dla roślin pustynnych – 60-65 °C.

## Skutki stresu termicznego
W warunkach wysokiej temperatury pojawia się nadpłynność błon, prowadząca do wypływu jonów. Wypływ jonów prowadzi do obniżenia aktywności wielu enzymów. Dużą wrażliwość na wzrost temperatury wykazuje kompleks fotoukładu II (PS II). Jego uszkodzenie prowadzi do upośledzenia procesu fotosyntezy. Obniżenie wydajności fotosyntezy związane jest również ze wzrostem aktywność oksydacyjnej Rubisco w podwyższonych temperaturach. Efektem jest zmniejszona asymilacja CO2 przy jednoczesnym wzroście intensywności fotooddychania. Długotrwałe działanie wysokich temperatur prowadzi do uszkodzenia błon tylakoidów i rozpadu chlorofilu. Po kilku godzinach może dojść do uszkodzenia całych organów, trwałego więdnięcia poparzonych liści. Przyczyną obumierania organów lub całego organizmu jest przede wszystkim denaturacja białek.

## Mechanizmy odpornościowe
Złagodzenie skutków nagłego wzrostu temperatury jest możliwe poprzez zwiększenie transpiracji. Odprowadzenie ciepła przez parowanie pozwala utrzymać optymalną temperaturę w warunkach odpowiedniej wilgotności. Ochronę przed przegrzaniem zapewniają również struktury ograniczające absorpcję promieniowania słonecznego. Rolę taką spełnia gęsty kutner pokrywający liście, a także kutykula odbijająca światło. Blaszki liściowe mogą być chronione przed promieniowaniem świetlnym także przez obrócenie płaszczymy równolegle do kierunku padania światła lub zwinięcie blaszki liściowej. Drzewa mogą ochronić pień przed wysoka temperatura dzięki odpowiednio grubej korze. Odpowiednio grupa tkanka o małej przewodności cieplnej zapewnia niektórym roślinom możliwość przetrwania pożarów. Zdolność taka wykazują także niektóre nasiona o bardzo niskiej zawartości wody. Sposobem ochrony przed wysoką temperatura jest odpowiedni skład błon. W błonach roślin odpornych na podwyższone temperatury większy udział mają nasycone kwasy tłuszczowe. Jeżeli temperatura wzrasta stopniowo także inne rośliny aklimatyzują się zwieszając zawartość nasyconych kwasów tłuszczowych w błonach. Wysoka temperatura wywołuje także syntezę białka szoku cieplnego (HSP). Białka te zapewniają stabilność błon i innych białek w warunkach podwyższonej temperatury. Ochronna rola HSP polega na utrzymywaniu struktury aktywnych białek, a nawet odbudowie struktury białek uszkodzonych przez wysoką temperaturę. Jeżeli struktura nie może być naprawiona uszkodzone białka oznaczane są jako przeznaczone do proteolizy (ubikwityzacja).
Rośliny żyjące w ekstremalnych warunkach takie jak Fenestraria rhopalophylla, rosnąca na pustyni wykształcają liście nieznacznie wystające nad powierzchnię piasku i ściśle przylegające do podłoża. Chloroplasty występują jedynie w bocznej i dolnej stronie liści. Roślina kumuluje także duża ilość barwników ochronnych. Duża wrażliwość na podwyższaną temperaturę wykazują rośliny górskie i tworzące tundrę. Kilkugodzinna ekspozycja zapewnia pewien poziom aklimatyzacji większości roślin. Wrażliwość na szok termiczny zmienia się także sezonowo. Jest mniejsza latem, gdy temperatury są wysokie i mniejsza zimą.